# Vizcondado de Palacios de la Valduerna
El vizcondado de Palacios de la Valduerna es un título nobiliario español otorgado, en 23 de marzo de 1456, por el rey Enrique IV de Castilla en favor de Pedro González de Bazán y Pimentel, señor de Palacios de la Valduerna.

## Vizcondes de Palacios de la Valduerna
|                                     | Titular                                                       | Periodo                             |
| Creación por Enrique IV de Castilla | Creación por Enrique IV de Castilla                           | Creación por Enrique IV de Castilla |
| ----------------------------------- | ------------------------------------------------------------- | ----------------------------------- |
| I                                   | Pedro González de Bazán y Pimentel                            | 1456-1476                           |
| II                                  | Juan González de Bazán y Quiñones                             | 1476-1498                           |
| III                                 | Pedro González de Bazán y Zapata                              | 1498-¿?                             |
| IV                                  | María de Bazán y Ulloa                                        | ¿?-¿?                               |
| V                                   | Pedro de Zúñiga y Avellaneda                                  | ¿?-1574                             |
| VI                                  | María de Zúñiga y Avellaneda                                  | 1574-1630                           |
| VII                                 | Francisco de Zúñiga y Avellaneda                              | 1630-1662                           |
| VIII                                | Diego de Zúñiga y Avellaneda                                  | 1662-1666                           |
| IX                                  | Fernando de Zúñiga Avellaneda y Bazán                         | 1666-1681                           |
| X                                   | Isidro de Zúñiga Avellaneda y Bazán                           | 1681-1691                           |
| XI                                  | Ana María de Zúñiga Avellaneda y Bazán                        | 1691-1700                           |
| XII                                 | Joaquín López de Zúñiga y Chaves                              | 1700-1725                           |
| XIII                                | Antonio de Zúñiga y Chaves                                    | 1725-1765                           |
| XIV                                 | Pedro de Alcántara López de Zúñiga y Chaves                   | 1765-1790                           |
| XV                                  | María del Carmen Josefa López de Zúñiga Chaves y Velasco      | 1790-1829                           |
| XVI                                 | Eugenio Portocarrero y Palafox                                | 1829-1834                           |
| XVII                                | Cipriano Portocarrero y Palafox                               | 1834-1839                           |
| XVIII                               | María Francisca Portocarrero y Kirkpatrick                    | 1839-1860                           |
| XIX                                 | María de la Asunción Rosalía Fitz-James Stuart y Portocarrero | 1868-1927                           |
| XX                                  | José María Ángel Mesía y Fitz-James Stuart                    | 1928-1951                           |
| XXI                                 | José María Mesía de Lesseps                                   | 1953-1970                           |
| XXII                                | José Luis Mesía y Figueroa                                    | 1971-1982                           |
| XXIII                               | Santiago Mesía y Figueroa                                     | 1982-2009                           |
| XXIV                                | Silvia Casilda Mesía Medina                                   | 2009-actual titular                 |

## Historia de los vizcondes de Valduerna
- Pedro González de Bazán Pimentel, I vizconde de Palacios de la Valduerna.[5] Era hijo de Pedro González de Bazán, XII señor de Bazán y III señor de los Palacios de la Valduerna, y de su esposa, Teresa Alfonso Pimentel de Meneses, hija de Juan Alonso Pimentel y Fonseca, I conde de Benavente, de su esposa, Juana Téllez de Meneses.[6]

Casó, en 1447, con Mencía de Quiñones (1406-1486), hija de Diego de Quiñones, señor de Luna y merino mayor de León, y de su esposa María de Toledo. Sucedió su hijo:
- Juan González de Bazán y Quiñones, II vizconde de los Palacios de la Valduerna.[6]

Casó con María de Zapata. Sucedió su hijo:
- Pedro González de Bazán y Zapata, III vizconde de los Palacios de Valduerna[6] y señor de La Bañeza.[6]

Casó con Juana de Ulloa y Castilla, hija de Rodrigo de Ulloa, II señor de la Mota. Sucedió su hija:
- María de Bazán y Ulloa, IV vizcondesa de Palacios de la Valduerna[6] y señora de la casa de Bazán.[8]

Casó, en 1536, con Francisco de Zúñiga y Avellaneda (m. 22 de junio de 1560), IV conde de Miranda del Castañar. Sucedió su hijo:
- Pedro de Zúñiga y Avellaneda (m. 5 de octubre de 1574), V vizconde de los Palacios de Valduerna, V conde de Miranda del Castañar,[9] grande de España, I marqués de La Bañeza y señor de la Casa de Bazán.[8]

Casó con Juana Pacheco de Cabrera. Sucedió su hija:
- María de Zúñiga y Avellaneda (m. 16 de septiembre de 1630), VI vizcondesa de los Palacios de Valduerna,[8] VI condesa de Miranda del Castañar,[9] grande de España, II marquesa de Bañeza y señora de la casa de Bazán.[8]

Casó con su tío, Juan de Zúñiga Avellaneda y Bazán, I duque de Peñaranda de Duero, grande de España. Sucedió su nieto, hijo de Diego de Zúñiga y Pacheco (1590-1626), II duque de Peñaranda de Duero, y de su esposa, Francisca de Sandoval y Rojas, hija del I duque de Lerma:
- Francisco de Zúñiga y Avellaneda (1611-13 de enero de 1662), VII vizconde de los Palacios de Valduerna,[8] VII conde de Miranda del Castañar,[9] III duque de Peñaranda de Duero,[11] V marqués de La Bañeza, caballero de la Orden de Santiago y gentilhombre de cámara del rey.[8]

Casó, el 6 de marzo de 1631, con Ana Enríquez de Acevedo, marquesa de Mirallo y III marquesa de Valdunquillo. Sucedió su hijo:
- Diego de Zúñiga Avellaneda y Bazán (m. 1 de julio de 1666), VIII vizconde de los Palacios de Valduerna,[12] VIII conde de Miranda del Castañar,[9] IV duque de Peñaranda de Duero,[11] dos veces grande de España, VI marqués de La Bañeza, IV marqués de Valdunquillo y V marqués de Mirallo.[12]

Sin descendencia, sucedió su hermano:
- Fernando de Zúñiga Avellaneda y Bazán (Madrid, 19 de octubre de 1647-18 de julio de 1681), IX vizconde de los Palacios de Valduerna,[12] IX conde de Miranda del Castañar,[9] V duque de Peñaranda de Duero,[11] VII marqués de La Bañeza, V marqués de Valdunquillo y VI marqués de Mirallo.[12]

Casó en primeras nupcias, el 8 de septiembre de 1666, con Estefanía Pignatelli de Aragón (m. 1667). Contrajo un segundo matrimonio alrededor de 1670 con Ana Ventura de Zúñiga y Dávila. Sucedió su hermano:
- Isidro de Zúñiga Avellaneda y Bazán (1652-9 de mayo de 1691), X vizconde de los Palacios de la Valduerna,[12] X conde de Miranda del Castañar,[9] VI duque de Peñaranda de Duero,[11] tres veces grande de España, IX marqués de La Bañeza, VI marqués de Valdunquillo y VII marqués de Mirallo.[12]

Casó en primeras nupcias con Ana de Zúñiga y Guzmán y, en segundas nupcias, el 29 de septiembre de 1685, con Catalina Colón de Portugal(m. 1700).
Sin descendencia, sucedió su hermana:
- Ana María de Zúñiga Avellaneda y Bazán (m. 6 de octubre de 1700), XI vizcondesa de los Palacios de la Valduerna,[12] XI condesa de Miranda del Castañar,[9] VII duquesa de Peñaranda de Duero,[11] tres veces grande de España, X marquesa de La Bañeza, VII marquesa de Valdunquillo y VIII marquesa de Mirallo.[12]

Casó, el 10 de octubre de 1669, en el Palacio Real de Madrid, con Juan de Chaves Chacón, V conde de Casarrubios del Monte, II conde de Santa Cruz de la Sierra, y II vizconde de la Calzada. Sucedió su hijo:
- Joaquín López de Zúñiga y Chaves (Madrid, 20 de julio de 1670-28 de diciembre de 1725), XII vizconde de los Palacios de la Valduerna,[13] XII conde de Miranda del Castañar,[9] VIII duque de Peñaranda de Duero,[11] dos veces grande de España, XI marqués de La Bañeza, VIII marqués de Valdunquillo, IX marqués de Mirallo, VI conde de Casarrubios del Monte, III conde de Santa Cruz de la Sierra y III vizconde de la Calzada.[13]

Casó en primeras nupcias, el 27 de enero de 1695, con Isabel Rosa de Ayala Zúñiga y Fonseca (m. 1717) y en segundas nupcias, alrededor de 1720, con Manuela Cardeña Aguilera. Sucedió su hijo del primer matrimonio:
- Antonio de Zúñiga y Chaves (Madrid, 20 de junio de 1698-Madrid, 28 de agosto de 1765), XIII vizconde de los Palacios de Valduerna,[13] XIII conde de Miranda del Castañar,[9] IX duque de Peñaranda de Duero,[11] dos veces grande de España, IX marqués de Valdunquillo, X marqués de Mirallo, VII conde de Casarrubios del Monte, IV conde de Santa Cruz de la Sierra, XIII marqués de La Bañeza y V vizconde de la Calzada.[13]

Casó, el 10 de noviembre de 1726, con María Teresa Pacheco Téllez-Girón y Toledo (m. 1755). Sucedió su hijo:
- Pedro de Alcántara López de Zúñiga y Chaves (m. 27 de marzo de 1790), XIV vizconde de los Palacios de la Valduerna,[15] XIV conde de Miranda del Castañar,[16] X duque de Peñaranda de Duero,[11] dos veces grande de España, XIV marqués de La Bañeza, X marqués de Valdunquillo, XI marqués de Mirallo, VIII conde de Casarrubios del Monte y V conde de Santa Cruz de la Sierra.[15]

Casó, el 10 de marzo de 1763, con Ana Fernández de Velasco y Pacheco (m. 1788). Sucedió su hija:
- María del Carmen Josefa López de Zúñiga Chaves y Velasco (m. 4 de noviembre de 1829), XV vizcondesa de los Palacios de la Valduerna,[15] XV condesa de Miranda del Castañar,[16] XI duquesa de Peñaranda de Duero,[11] dos veces grande de España,  XVI marquesa de La Bañeza, XI marquesa de Valdunquillo, XII marquesa de Mirallo, IX condesa de Casarrubios del Monte, VI condesa de Santa Cruz de la Sierra, XV marquesa de Moya y I condesa de San Esteban de Gormaz.[15]

Caso en primeras nupcias con Pedro de Alcántara Álvarez de Toledo y Gonzaga y en segundas nupcias con José Martínez Yanguas. Sucedió su sobrino, nieto del XIII conde de Miranda del Castañar, hijo de María Francisca de Guzmán y Portocarrero —hija de María Josefa Chaves-Chacón y Pacheco, y de su esposo Cristóbal Pedro Portocarrero y Guzmán, VI marqués de Valderrabano—,y de su esposo, Felipe Antonio José de Palafox Centurión Croy D'Havre.
- Eugenio Portocarrero y Palafox (12 de febrero de 1773-18 de julio de 1834), XVI vizconde de los Palacios de la Valduerna,[17] XVI conde de Miranda del Castañar,[16] XII duque de Peñaranda de Duero,[11] VII conde de Montijo,[18] tres veces grande de España, XVII marqués de La Bañeza, XII marqués de Valdunquillo, XIII marqués de Mirallo, X conde de Casarrubios del Monte, VII conde de Santa Cruz de la Sierra, XVI marqués de Moya, XXX conde de San Esteban de Gormaz, VIII marqués de Valderrábano, VI conde de Fuentidueña, XII marqués de la Algaba, VII marqués de Osera, VI marqués de Castañeda, X conde de Baños, XVII conde de Teba, XVI marqués de Ardales, VII conde de Ablitas y VIII vizconde de la Calzada.[17]

Casó en 1792 con María Ignacia Idiáquez y Carvajal. Sin descendencia, sucedió su hermano:
- Cipriano Portocarrero y Palafox (m. 15 de marzo de 1839), XVII vizconde de los Palacios de la Valduerna,[19] XVII conde de Miranda del Castañar, VIII conde de Montijo,[18] XIII duque de Peñaranda de Duero,[11] VII marqués de Castañeda, XI conde de Baños,[18] cinco veces grande de España,  XVIII marqués de La Bañeza, XIII marqués de Valdunquillo, XIV marqués de Mirallo, XI conde de Casarrubios del Monte, VIII conde de Santa Cruz de la Sierra, IX vizconde de la Calzada, XVII marqués de Moya, XXI conde de San Esteban de Gormaz, IX marqués de Valderrábano, VII conde de Fuentidueña, XII marqués de la Algaba, VIII marqués de Osera, VIII conde de Ablitas, X marqués de Fuente el Sol XVIII conde de Teba, XVII marqués de Ardales, X conde de Mora, prócer del reino y senador por Badajoz.[19]

Contrajo matrimonio el 15 de diciembre de 1817 con María Manuela Kirkpatrick y Grevignée (m. 1879). Sucedió su hija:
- María Francisca Portocarrero y Kirkpatrick, (m. 16 de septiembre de 1860), XVIII vizcondesa de los Palacios de la Valduerna,[19] XVIII condesa de Miranda del Castañar,[16] XIV duquesa de Peñaranda de Duero,[11] IX condesa de Montijo,[18] VIII marquesa de Castañeda, cuatro veces grande de España, XI condesa de Mora, XIX marquesa de La Bañeza, XIV marquesa de Valdunquillo, XV marquesa de Mirallo, X marquesa de Valderrábano, XIII marquesa de la Algaba, XIII condesa de Casarrubio del Monte, XXII condesa de San Esteban de Gormaz, VIII condesa de Fuentidueña, X vizcondesa de la Calzada, XVI marquesa de Villanueva del Fresno y XVI marquesa de Barcarrota.[19]

Casó el 14 de febrero de 1844 con Jacobo Fitz-James Stuart y Ventimiglia, XV duque de Alba. Sucedió su hija:
- María de la Asunción Rosalía Fitz-James Stuart y Portocarrero (París, 17 de agosto de 1851-12 de septiembre de 1927), XIX vizcondesa de los Palacios de Valduerna,[20][21] I duquesa de Galisteo[22] grande de España, y XX marquesa de La Bañeza.[21]

Casó el 20 de octubre de 1873, en Madrid, con José Ángel Mesía del Barco y Gayoso de los Cobos, IV duque de Tamames. Sucedió su hijo en 1928:
- José María Ángel Mesía y Fitz-James Stuart (m. 1951), XX vizconde de los Palacios de Valduerna,[24][25] V duque de Tamames,[23] II duque de Galisteo,[22] dos veces grande de España, XXI marqués de La Bañeza y XI marqués de Campollano.[25]

Casó, el 9 de enero de 1933, con Fernanda Verguez y Andousset. Sin descendencia, sucedió su sobrino, hijo de su hermano Fernando Guillermo Mesía y Fitz-James Stuart, XIII conde de Mora, y de su esposa, María Solange de Lesseps y Autard de Bragard.
- José Mesía de Lesseps (1917-13 de abril de 1970), XXI vizconde de los Palacios de la Valduerna,[26][25] III duque de Galisteo,[22] VI duque de Tamames,[23] XIV conde de Mora,[27] tres veces grande de España, XXII  marqués de La Bañeza.[25]

Casó en primeras nupcias el 12 de julio de 1940 con María Isabel de Figueroa y Pérez de Guzmán el Bueno. Contrajo un segundo matrimonio con Marta del Carril y Aldao (1921-2004). Sucedió su hijo:
- José Luis Mesía Figueroa (Hernani, 21 de junio de 1941-Madrid, 27 de enero de 2018), XXII vizconde de los Palacios de Valduerna,[28][25] VII duque de Tamames,[23] IV duque de Galisteo,[22] XV conde de Mora,[29] IX conde de Torre Arias, cuatro veces grande de España, X marqués de la Torre de Esteban Hambrán,[25] XIII marqués de Campollano y IX marqués de Santa Marta.[25]

Casó el 4 de junio de 1966 con Ángela Medina y Soriano. Sucedió su hermano:
- Santiago Mesía y Figueroa, XXIII vizconde de los Palacios de la Valduerna,[25][30] por cesión de su hermano, en 1982. El título lo pierde por sentencia firme del 22 de noviembre de 2004.[25]

Sucedió, en 2009, su sobrina, hija de su hermano, el XXII vizconde:
- Silvia Mesía y Medina, XXIV vizcondesa de los Palacios de la Valduerna.[31][25]